# Hypsilurus capreolatus
Espèce
Hypsilurus capreolatus est une espèce de sauriens de la famille des Agamidae.

## Répartition
Cette espèce est endémique de la province de Sandaun en Papouasie-Nouvelle-Guinée.

## Publication originale
- Kraus & Myers, 2012 : New Species of Hypsilurus (Squamata: Agamidae) from Papua New Guinea. Journal of Herpetology, vol. 46, no 3, p. 396-401.